# Зыкова, Мария Станиславовна
Мари́я Станисла́вовна Зы́кова (род. 25 января 1986, Москва), также известная как Мару́ся Зы́кова — российская актриса кино и телевидения, певица, телеведущая и пародистка.

## Биография
Родилась в Москве (родители: отец — Станислав Анатольевич, мать — Ольга Иннокентьевна). Детство провела на Сахалине в приморском городке Оха, после землетрясения в соседнем Нефтегорске в 1995 году с семьёй переехала в Тулу и окончила там школу № 4. С 13 лет играла в детско-юношеском театре, после окончания школы поступила в экономический вуз и параллельно начала работать ведущей на филиале телеканала «СТС». Через 2 года перевелась в Гуманитарный институт телевидения и радиовещания имени М. А. Литовчина (ГИТР), окончила факультет журналистики.
В Москве в 2007 году попала в шоу «Большая разница», в котором снималась до 2012 года, участвовала во всех трёх церемониях фестиваля шоу в Одессе и в 2009 году стала лауреатом проекта.
В 2012 году окончила Школу драмы Германа Сидакова.

## Личная жизнь
Фактический брак с продюсером шоу «Большая разница» Русланом Сорокиным. 6 ноября 2010 года у пары родилась дочь Мирра.

## Фильмография
- 2011 — Любовь-морковь 3 — медсестра
- 2011 — О чём ещё говорят мужчины — секретарша
- 2015 — Лондонград. Знай наших! — Александра / Виктория
- 2015 — Деревенский роман — Светлана Юрьевна Бардина, сестра Кати
- 2016 — Первая любовь
- 2017 — Скрипка — Ада
- 2017 — Живой — Марина Сергеевна Зарецкая, капитан СК
- 2020 — Беспринципные — Даша
- 2022 — Переговорщик — Лина Шихман

## Участие в телевизионных проектах
- С 8 сентября 2013 года в паре с фигуристом Романом Костомаровым была участницей телешоу Первого канала «Ледниковый период — 4».
- 28 февраля 2015 года была членом жюри проекта «Империя иллюзий: Братья Сафроновы».
- 5 июня 2015 года участвовала в программе «Большой вопрос».

## Актриса телешоу
- 2008 — 2012 — Большая разница — пародировала Сабрину, Марию Шарапову, Ксению Собчак, Любовь Казарновскую, Веру Брежневу и других
- 2009 — 2012 — Даёшь молодёжь! — домохозяйка / блондинка / дочь милиционера / девушка Диана / солистка группы «Булки» Памелла / подруга Кэтрин / сотрудница офиса информационного центра Лиза
- 2009 — Видеобитва — ведущая
- 2010 — Случайные связи — координатор
- 2013 — Нереальная история — Урсула